# Gerd Müller

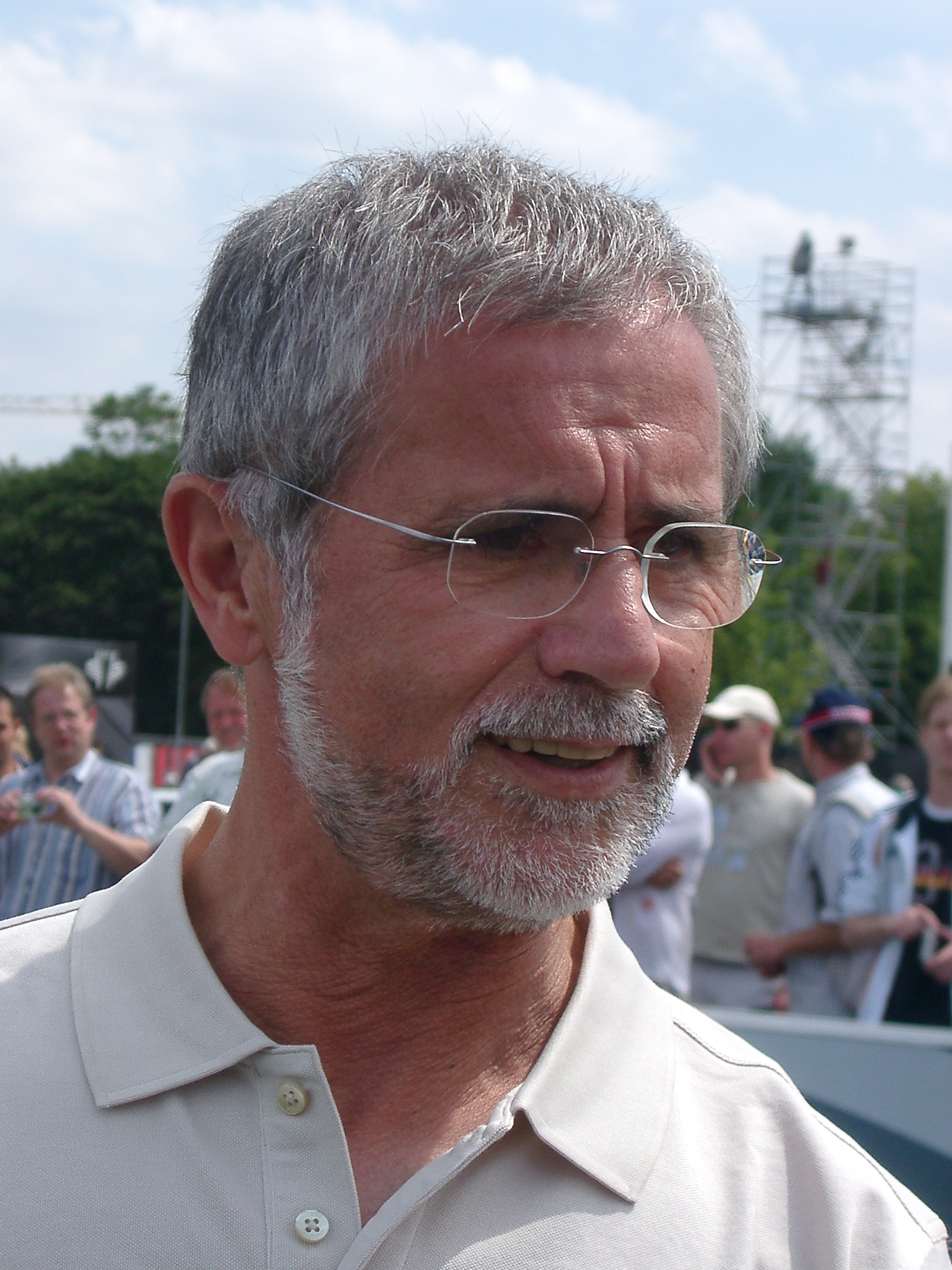
2006-ban

Gerd Müller, születési nevén Gerhard Müller (Nördlingen, 1945. november 3. – Wolfratshausen, 2021. augusztus 15.) egykori világ- és Európa bajnok német válogatott labdarúgó, akit minden idők egyik legjobb támadójának tartanak. Becenevei: „Bomber der Nation” (a nemzet bombázója) és „kleines dickes Müller” (kis kövér Müller). Számos gólrekord fűződik a nevéhez.
Csak Pelé és Romário előzi meg őt a góllövő örökranglistán. [forrás?]

## Korai évei
Gerhard Müller 1945. november 3-án született a bajorországi kisvárosban, Nördlingenben Johann Heinrich Müller és felesége, Christina Karoline Jung ötödik és legfiatalabb gyermekeként. Már fiatalon elkezdett focizni a nördlingeni fiatalokkal az utcán, mielőtt Georg Münzinger, a TSV 1861 Nördlingen ifjúsági vezetőségének tagja fel nem fedezte, és a klubhoz akarta igazolni. Az önbizalomhiány és a félénkség miatt Haddénak becézett Müller sokáig nem mert belépni a klubba.
1958 augusztusában a tizenkét éves Müller Münzinger ajánlására végül csatlakozott a TSV 1861 Nördlingen C-ifi csapatához, miután egy barátja, aki már aktív volt a klubban, elvitte edzésre. Az ifjúsági A-csapat az 1962-63-as szezonban összesen 204 gólt szerzett, ebből 180-at a fiatal Gerd egymaga rúgott. Ezen eredményei miatt benevezték a Bajor Labdarúgó-szövetség ifjúsági csapatába, és a nagyobb klubok érdeklődését is felkeltette.

## Pályafutása

### Klubcsapatokban

#### Kezdő évei
Első csapata a TSV 1861 Nördlingen volt, ahová 15 évesen került. Itt kapta meg első profi szerződését is, ám nem sokáig maradt itt, hamar felfigyeltek rá az akkoriban nagy álmokat dédelgető Bayern Münchennél. Az 1964-es szezont már a bajoroknál kezdte, ahol együtt játszhatott többek között a fiatal Franz Beckenbauerrel és Sepp Maierrel. Itt kezdődött a csapat menetelése Európa trónja felé, és az 1966/67 szezonban Gerd Müller 28 találattal a Bundesliga gólkirálya lett.

#### Út a siker felé
A következő szezonokban a Bayern Németország meghatározó klubcsapatává vált, és a Borussia Mönchengladbach-hal nagy küzdelmeket vívtak a bajnoki címekért. 1968-ban és 70-ben ismét Gerd Müller lett a Bundesliga gólkirálya, és 1970-ben, első német játékosként elnyerte az Aranylabdát. Gerd Müller beállított egy rekordot is: az 1971-72-es Bundesliga szezonban 40 találatig jutott, amit Robert Lewandowski csak 2021-ben tudott megdönteni 41 találattal. Sőt az 1972-es naptári évében egy 40 évig fennálló rekordot állított be, amit 2012-ben döntöttek meg: január 1-től december 31-ig 84 gólt szerzett. 1974-ben aztán Udo Lattek edző vezetésével megnyerték a BEK-et, amiben nagy szerepe volt Müllernek, 8 góllal gólkirály lett. Ekkor ért fel a Bayern és Gerd Müller Európa trónjára, ahonnan két éven keresztül nem tudták letaszítani őket, hiszen még kétszer megnyerték egymás után a BEK-et.
A Bayern Münchenben összesen 427 Bundesliga mérkőzésen 365 gólt szerzett, ami azóta is klubrekord, és 74 nemzetközi meccsen 66 gól fűződik a nevéhez, ami szintén müncheni rekord. Nem véletlenül tartják máig is sokan a bajorok (és Németország) legsikeresebb és legjobb góllövőjének.

#### Az utolsó évek
Az aranykorszak végeztével Gerd Müller is távozott, 1979-ben, 15 év után hagyta el sikerei színhelyét, Münchent, és az amerikai Fort Lauderdale Strikers-be igazolt levezetni, ahol két évig játszott.

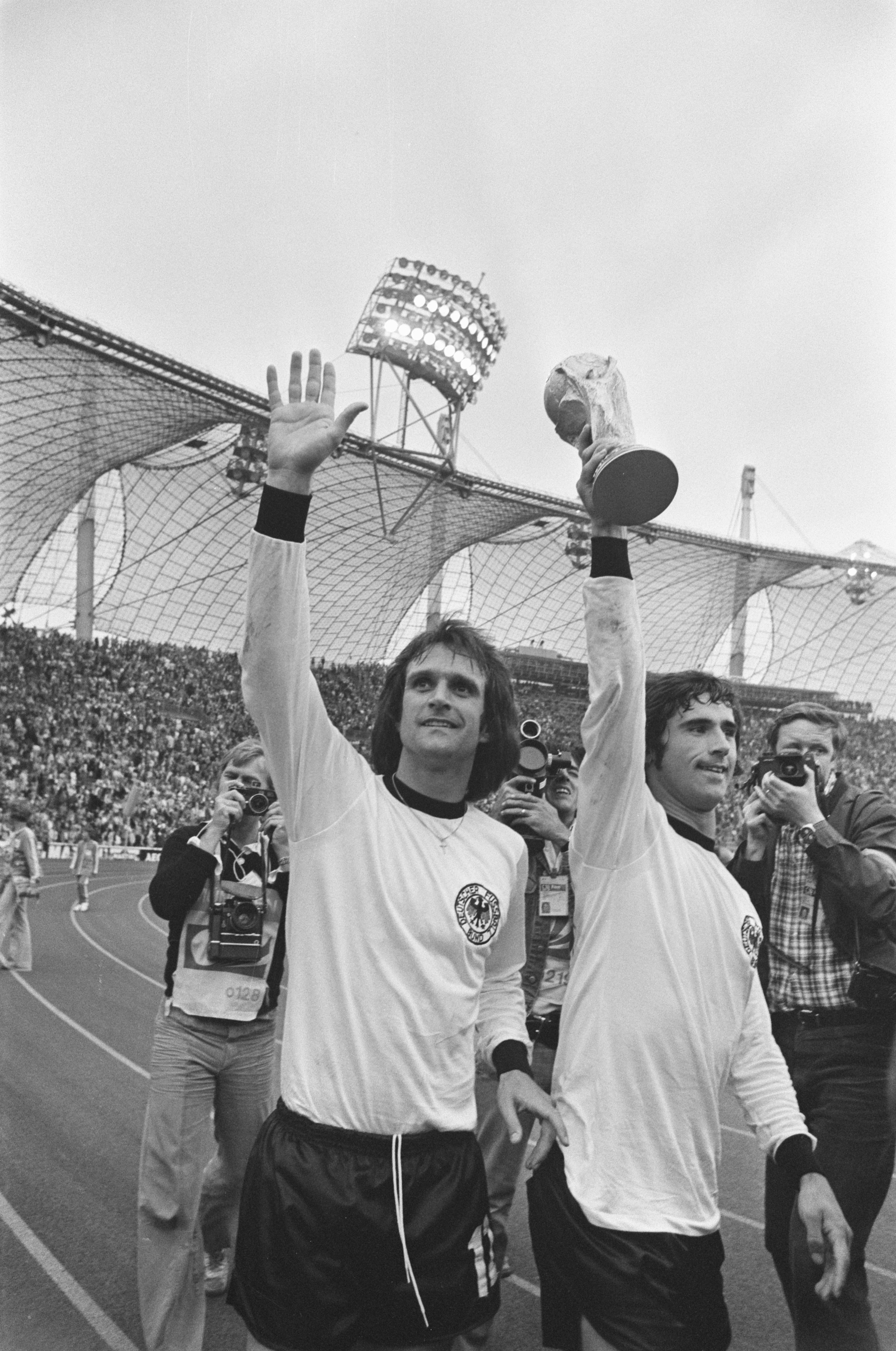
Gerd Müller kezében a FIFA világbajnoki trófeával ünnepel Wolfgang Overath-tal

### A válogatottban
1966-ban, 21 évesen lett először nyugatnémet válogatott, rögtön világbajnoki ezüstérmes. A következő vb-n, 1970-ben, bronzérmes lett csapatával, 1972-ben pedig - az ország történetében először - Európa-bajnok lett, majd az 1974-es világbajnokságon felért a csúcsra, és az NSZK-val világbajnok lett. Karrierje fénypontján azonban megsértődött, és még ebben az évben visszavonult a nemzeti csapattól, amit mindössze 8 évig, 62 meccsen erősített és 68 gólt szerzett színeiben, amivel máig a második legeredményesebb Németországban.

## Halála
Pályafutása után alkoholproblémákkal küzdött, egészségi állapota az évek folyamán jelentősen romlott, idős korára pedig az Alzheimer-kór is elhatalmasodott rajta. Utolsó éveiben egy bajor öregek otthonában feküdt, felesége elmondása szerint szinte a nap 24 óráját átaludva. 2021. augusztus 15-én, 75 éves korában hunyt el.

## Pályafutásának statisztikái

### Klubcsapatokban
| Teljesítmény klubjában | Teljesítmény klubjában   | Teljesítmény klubjában | Bajnokság | Bajnokság | Kupa                   | Kupa                   | Nemzetközi    | Nemzetközi    | Összesen | Összesen |
| Szezon                 | Klub                     | Bajnokság              | Mérk.     | Gól       | Mérk.                  | Gól                    | Mérk.         | Gól           | Mérk.    | Gól      |
| Németország            | Németország              | Németország            | Bajnokság | Bajnokság | DFB-Pokal              | DFB-Pokal              | Európa        | Európa        | Összesen | Összesen |
| ---------------------- | ------------------------ | ---------------------- | --------- | --------- | ---------------------- | ---------------------- | ------------- | ------------- | -------- | -------- |
| 1964–65                | Bayern München           |                        | 26        | 33        | -                      | -                      | -             | -             | 26       | 33       |
| 1965–66                | Bayern München           | Bundesliga             | 33        | 15        | 6                      | 1                      | -             | -             | 39       | 16       |
| 1966–67                | Bayern München           | Bundesliga             | 32        | 28        | 4                      | 7                      | 9             | 8             | 45       | 43       |
| 1967–68                | Bayern München           | Bundesliga             | 34        | 19        | 4                      | 4                      | 8             | 7             | 46       | 30       |
| 1968–69                | Bayern München           | Bundesliga             | 30        | 30        | 5                      | 7                      | -             | -             | 35       | 37       |
| 1969–70                | Bayern München           | Bundesliga             | 33        | 38        | 3                      | 4                      | 2             | 0             | 38       | 42       |
| 1970–71                | Bayern München           | Bundesliga             | 32        | 22        | 7                      | 10                     | 8             | 7             | 47       | 39       |
| 1971–72                | Bayern München           | Bundesliga             | 34        | 40        | 6                      | 5                      | 8             | 5             | 48       | 50       |
| 1972–73                | Bayern München           | Bundesliga             | 33        | 36        | 5                      | 7                      | 6             | 12            | 44       | 55       |
| 1973–74                | Bayern München           | Bundesliga             | 34        | 30        | 4                      | 5                      | 10            | 8             | 48       | 43       |
| 1974–75                | Bayern München           | Bundesliga             | 33        | 23        | 3                      | 2                      | 7             | 5             | 43       | 30       |
| 1975–76                | Bayern München           | Bundesliga             | 22        | 23        | 6                      | 7                      | 6             | 5             | 34       | 35       |
| 1976–77                | Bayern München           | Bundesliga             | 25        | 28        | 4                      | 11                     | 4             | 5             | 33       | 44       |
| 1977–78                | Bayern München           | Bundesliga             | 33        | 24        | 3                      | 4                      | 6             | 4             | 42       | 32       |
| 1978–79                | Bayern München           | Bundesliga             | 19        | 9         | 2                      | 4                      | -             | -             | 21       | 13       |
| USA                    | USA                      | USA                    | Bajnokság | Bajnokság | Amerikai labdarúgókupa | Amerikai labdarúgókupa | Észak-Amerika | Észak-Amerika | Összesen | Összesen |
| 1979                   | Fort Lauderdale Strikers | NASL                   | 27        | 19        | -                      | -                      | -             | -             | 27       | 19       |
| 1980                   | Fort Lauderdale Strikers | NASL                   | 36        | 16        | -                      | -                      | -             | -             | 36       | 16       |
| 1981                   | Fort Lauderdale Strikers | NASL                   | 17        | 5         | -                      | -                      | -             | -             | 17       | 5        |
| Összesen               | Németország              | Németország            | 453       | 398       | 62                     | 68                     | 74            | 66            | 589      | 532      |
| Összesen               | USA                      | USA                    | 80        | 40        | -                      | -                      | -             | -             | 80       | 40       |
| Karrierje összesen     | Karrierje összesen       | Karrierje összesen     | 533       | 438       | 62                     | 68                     | 74            | 66            | 669      | 572      |

### A válogatottban
| Németország | Németország | Németország |
| Év          | Mérk        | Gól         |
| ----------- | ----------- | ----------- |
| 1966        | 1           | 0           |
| 1967        | 4           | 6           |
| 1968        | 3           | 2           |
| 1969        | 7           | 9           |
| 1970        | 12          | 13          |
| 1971        | 8           | 12          |
| 1972        | 7           | 12          |
| 1973        | 8           | 7           |
| 1974        | 12          | 7           |
| Összesen    | 62          | 68          |

#### Góljai a válogatottban
| #   | Dátum                | Helyszín                    | Ellenfél      | Gól  | Végeredmény | Verseny                            |
| --- | -------------------- | --------------------------- | ------------- | ---- | ----------- | ---------------------------------- |
| 1.  | 1967. április 8.     | Dortmund, Németország       | Albánia       | 1–0  | 6–0         | 1968-as Európa-bajnokság-selejtező |
| 2.  | 1967. április 8.     | Dortmund, Németország       | Albánia       | 2–0  | 6–0         | 1968-as Európa-bajnokság-selejtező |
| 3.  | 1967. április 8.     | Dortmund, Németország       | Albánia       | 3–0  | 6–0         | 1968-as Európa-bajnokság-selejtező |
| 4.  | 1967. április 8.     | Dortmund, Németország       | Albánia       | 6–0  | 6–0         | 1968-as Európa-bajnokság-selejtező |
| 5.  | 1967. szeptember 27. | Berlin, Németország         | Franciaország | 4–0  | 5–1         | Barátságos mérkőzés                |
| 6.  | 1967. október 7.     | Hamburg, Németország        | Jugoszlávia   | 2–1  | 3–1         | 1968-as Európa-bajnokság-selejtező |
| 7.  | 1968. október 13.    | Bécs, Ausztria              | Ausztria      | 1–0  | 2–0         | 1970-es világbajnokság-selejtező   |
| 8.  | 1968. november 23.   | Nicosia, Ciprus             | Ciprus        | 1–0  | 1–0         | 1970-es világbajnokság-selejtező   |
| 9.  | 1969. március 26.    | Frankfurt, Németország      | Wales         | 1–1  | 1–1         | Barátságos mérkőzés                |
| 10. | 1969. április 16.    | Glasgow, Scotland           | Skócia        | 1–0  | 1–1         | 1970-es világbajnokság-selejtező   |
| 11. | 1969. május 10.      | Nürnberg, Németország       | Ausztria      | 1–0  | 1–0         | 1970-es világbajnokság-selejtező   |
| 12. | 1969. május 21.      | Essen, Németország          | Ciprus        | 1–0  | 12–0        | 1970-es világbajnokság-selejtező   |
| 13. | 1969. május 21.      | Essen, Németország          | Ciprus        | 7–0  | 12–0        | 1970-es világbajnokság-selejtező   |
| 14. | 1969. május 21.      | Essen, Németország          | Ciprus        | 9–0  | 12–0        | 1970-es világbajnokság-selejtező   |
| 15. | 1969. május 21.      | Essen, Németország          | Ciprus        | 12–0 | 12–0        | 1970-es világbajnokság-selejtező   |
| 16. | 1969. szeptember 21. | Bécs, Ausztria              | Ausztria      | 1–1  | 1–1         | Barátságos mérkőzés                |
| 17. | 1969. október 22.    | Hamburg, Németország        | Skócia        | 2–1  | 3–2         | 1970-es világbajnokság-selejtező   |
| 18. | 1970. június 3.      | León, Mexikó                | Marokkó       | 2–1  | 2–1         | 1970-es világbajnokság             |
| 19. | 1970. június 7.      | León, Mexikó                | Bulgária      | 2–1  | 5–2         | 1970-es világbajnokság             |
| 20. | 1970. június 7.      | León, Mexikó                | Bulgária      | 3–1  | 5–2         | 1970-es világbajnokság             |
| 21. | 1970. június 7.      | León, Mexikó                | Bulgária      | 5–1  | 5–2         | 1970-es világbajnokság             |
| 22. | 1970. június 10.     | León, Mexikó                | Peru          | 1–0  | 3–1         | 1970-es világbajnokság             |
| 23. | 1970. június 10.     | León, Mexikó                | Peru          | 2–0  | 3–1         | 1970-es világbajnokság             |
| 24. | 1970. június 10.     | León, Mexikó                | Peru          | 3–0  | 3–1         | 1970-es világbajnokság             |
| 25. | 1970 június 10.      | León, Mexikó                | Anglia        | 3–2  | 3–2         | 1970-es világbajnokság             |
| 26. | 1970. június 17.     | Estadio Azteca, Mexikóváros | Olaszország   | 2–1  | 3–4         | 1970-es világbajnokság             |
| 27. | 1970. június 17.     | Estadio Azteca, Mexikóváros | Olaszország   | 3–3  | 3–4         | 1970-es világbajnokság             |
| 28. | 1970. szeptember 9.  | Nürnberg, Németország       | Magyarország  | 2–0  | 3–1         | Barátságos mérkőzés                |
| 29. | 1970. szeptember 9.  | Nürnberg, Németország       | Magyarország  | 3–1  | 3–1         | Barátságos mérkőzés                |
| 30. | 1970. október 17.    | Köln, Németország           | Törökország   | 1–1  | 1–1         | 1972-es Európa-bajnokság-selejtező |
| 31. | 1971. február 17.    | Tirana, Albánia             | Albánia       | 1–0  | 1–0         | 1972-es Európa-bajnokság-selejtező |
| 32. | 1971. április 25.    | Isztambul, Törökország      | Törökország   | 1–0  | 3–0         | 1972-es Európa-bajnokság-selejtező |
| 33. | 1971. április 25.    | Isztambul, Törökország      | Törökország   | 2–0  | 3–0         | 1972-es Európa-bajnokság-selejtező |
| 34. | 1971. június 22.     | Oslo, Norvégia              | Norvégia      | 2–0  | 7–1         | Barátságos mérkőzés                |
| 35. | 1971. június 22.     | Oslo, Norvégia              | Norvégia      | 4–0  | 7–1         | Barátságos mérkőzés                |
| 36. | 1971. június 22.     | Oslo, Norvégia              | Norvégia      | 5–0  | 7–1         | Barátságos mérkőzés                |
| 37. | 1971. június 30.     | Koppenhága, Dánia           | Dánia         | 1–1  | 3–1         | Barátságos mérkőzés                |
| 38. | 1971. szeptember 8.  | Hannover, Németország       | Mexikó        | 2–0  | 5–0         | Barátságos mérkőzés                |
| 39. | 1971. szeptember 8.  | Hannover, Németország       | Mexikó        | 3–0  | 5–0         | Barátságos mérkőzés                |
| 40. | 1971. szeptember 8.  | Hannover, Németország       | Mexikó        | 5–0  | 5–0         | Barátságos mérkőzés                |
| 41. | 1971. október 10.    | Varsó, Lengyelország        | Lengyelország | 1–1  | 3–1         | 1972-es Európa-bajnokság-selejtező |
| 42. | 1971. október 10.    | Varsó, Lengyelország        | Lengyelország | 2–1  | 3–1         | 1972-es Európa-bajnokság-selejtező |
| 43. | 1972. április 29.    | London, Anglia              | Anglia        | 3–1  | 3–1         | 1972-es Európa-bajnokság-selejtező |
| 44. | 1972. május 26.      | München, Németország        | Szovjetunió   | 1–0  | 4–1         | Barátságos mérkőzés                |
| 45. | 1972. május 26.      | München, Németország        | Szovjetunió   | 2–0  | 4–1         | Barátságos mérkőzés                |
| 46. | 1972. május 26.      | München, Németország        | Szovjetunió   | 3–0  | 4–1         | Barátságos mérkőzés                |
| 47. | 1972. május 26.      | München, Németország        | Szovjetunió   | 4–0  | 4–1         | Barátságos mérkőzés                |
| 48. | 1972. június 14.     | Antwerpen, Belgium          | Belgium       | 1–0  | 2–1         | 1972-es Európa-bajnokság           |
| 49. | 1972. június 14.     | Antwerpen, Belgium          | Belgium       | 2–0  | 2–1         | 1972-es Európa-bajnokság           |
| 50. | 1972. június 18.     | Brüsszel, Belgium           | Szovjetunió   | 1–0  | 3–0         | 1972-es Európa-bajnokság-döntő-    |
| 51. | 1972. június 18.     | Brüsszel, Belgium           | Szovjetunió   | 3–0  | 3–0         | 1972-es Európa-bajnokság-döntő-    |
| 52. | 1972. november 15.   | Düsseldorf, Németország     | Svájc         | 1–0  | 5–1         | Barátságos mérkőzés                |
| 53. | 1972. november 15.   | Düsseldorf, Németország     | Svájc         | 2–0  | 5–1         | Barátságos mérkőzés                |
| 54. | 1972. november 15.   | Düsseldorf, Németország     | Svájc         | 3–0  | 5–1         | Barátságos mérkőzés                |
| 55. | 1972. november 15.   | Düsseldorf, Németország     | Svájc         | 5–0  | 5–1         | Barátságos mérkőzés                |
| 56. | 1973. március 28.    | Düsseldorf, Németország     | Csehszlovákia | 1–0  | 3–0         | Barátságos mérkőzés                |
| 57. | 1973. március 28.    | Düsseldorf, Németország     | Csehszlovákia | 2–0  | 3–0         | Barátságos mérkőzés                |
| 58. | 1973. szeptember 5.  | Moszkva, Szovjetunió        | Szovjetunió   | 1–0  | 1–0         | Barátságos mérkőzés                |
| 59. | 1973. október 10.    | Hannover, Németország       | Ausztria      | 1–0  | 4–0         | Barátságos mérkőzés                |
| 60. | 1973. október 10.    | Hannover, Németország       | Ausztria      | 3–0  | 4–0         | Barátságos mérkőzés                |
| 61. | 1973. október 13.    | Gelsenkirchen, Németország  | Franciaország | 1–0  | 2–1         | Barátságos mérkőzés                |
| 62. | 1973. október 13.    | Gelsenkirchen, Németország  | Franciaország | 2–0  | 2–1         | Barátságos mérkőzés                |
| 63. | 1974. április 17.    | Dortmund, Németország       | Magyarország  | 4–0  | 5–0         | Barátságos mérkőzés                |
| 64. | 1974. április 17.    | Dortmund, Németország       | Magyarország  | 5–0  | 5–0         | Barátságos mérkőzés                |
| 65. | 1974. június 18.     | Hamburg, Németország        | Ausztria      | 3–0  | 3–0         | 1974-es világbajnokság             |
| 66. | 1974. június 26.     | Düsseldorf, Németország     | Jugoszlávia   | 2–0  | 2–0         | 1974-es világbajnokság             |
| 67. | 1974. július 3.      | Frankfurt, Németország      | Lengyelország | 1–0  | 1–0         | 1974-es világbajnokság             |
| 68. | 1974. július 7.      | München, Németország        | Hollandia     | 2–1  | 2–1         | 1974-es világbajnokság-döntő       |

## Sikerei, díjai, rekordjai[13]
Gerd Müller pályafutásához rengeteg gólrekord és díj fűződik. Gólérzékenységéről és remek helyezkedéséről lett híres, ami számos elismerést hozott neki egyéni és csapatszinten is.

### Klubcsapatokban
Bayern München
- Német kupa-győztes: 1966; 1967; 1968; 1972
- Német bajnok: 1968; 1969; 1972; 1973; 1974
- BEK-győztes: 1974; 1975; 1976
- Interkontinentális kupa-győztes: 1976
- KEK-győztes: 1967

 Fort Lauderdale Strikers